# Ciudad Constitución
Ciudad Constitución est une ville mexicaine de l'État de Basse-Californie du Sud, siège de la municipalité de Comondú.

## Géographie

### Situation
La ville est située au centre de l'État de Basse-Californie du Sud, au cœur de la vallée agricole de San Domingo, dans la partie sud de la municipalité de Comondú. Elle se trouve à 211 km au nord de la capitale de l'État, La Paz, et à 148 km au sud-ouest de la ville de Loreto.